# Янев, Игорь
Игорь Янев (серб. и макед. Игор Јанев, 29 сентября 1964 года, Белград) — сербский и македонский учёный, профессор международного права. Автор философской концепции «релятивистского подхода к международной политической теории», которую положил в основу своих предложений по политическому разрешению спора о названии между Македонией и Грецией. В рамках той же теории рассматривает международные отношения и внешнюю политику как единую научную дисциплину.

## Биография
Игорь Янев родился 29 сентября 1964 года в Белграде, СФРЮ. Окончил Белградский университет (1981—1987). Защитил докторскую диссертацию в 1994 в Университете Святых Кирилла и Мефодия в Скопье. Постдокторантуру проходил в США, при Академии дипломатической службы Джорджтаунского университета. В настоящее время является профессором Института политических исследований в Белграде.

## Роль в вопросе о названии Македонии
Республика Македония как независимое государство была образована в 1991 году с распадом Югославии на месте прежней Социалистической Республики Македония. В 1993 году молодое государство было принято в ООН, однако по требованию Греции не под своим конституционным названием, а как Бывшая югославская республика Македония, или сокращённо БЮРМ, во избежание каких-либо корреляций с одноимённой исторической областью или частью современной Греции. В английских текстах соответственно должны были использоваться названия Former Yugoslav Republic of Macedonia, или FYROM.
В ходе череды внутренних и внешних конфликтов между новообразованными государствами, СРЮ и граничными странами в Македонии были развёрнут контингент ООН, так называемые Силы превентивного развёртывания ООН (СПРООН). Они находились на территории страны до 28 февраля 1999 года. С выводом контингента ООН и обретением полной суверенности перед страной с новой остротой встал вопрос о названии и о соответствующем политониме на международной арене. При этом, несмотря на усилия многолетнего специального представителя ООН Мэтью Нимица, позиции Македонии и Греции оставались и остаются бескомпромиссными. Македония готова выступать только под своим конституционным названием, что неприемлемо для Греции, которая пообещала не позволить Македонии вступить в НАТО и ЕС под таким именем.
К 1999 же году относится основополагающая статья Янева «Правовые аспекты использования временного названия для Македонии в устройстве Объединённых Наций». Проанализировав ряд предшествующих решений и документов организации, Янев пришёл к доказательному выводу об изначальной юридической несостоятельности наложенных при вступлении Македонии в ООН ограничений. Статья была опубликована в «American Journal of International Law» и до сих пор сохраняет высокий индекс цитирования по теме как наиболее полное выражение общеполитического подхода Македонии к данному вопросу. Позднее статья вошла в юридическую часть «Ежегодника ООН» за 1999 год.
Позднее Яневым были написаны и другие работы по вопросу названия, расширяющие или дополняющие исходные положения:
- «О правовой ответственности ООН за не подчиненный общему порядку приём Македонии» (2002)[8]
- «Некоторые замечания по правовому статусу Македонии в Организации Объединённых Наций» (2002)[9]
- «Ответственность ООН за приём Македонии» (2006)[10]

Это деятельность принесла Яневу популярность в Македонии, репутацию авторитетного специалиста по данной теме, а в 2001—2002 годы — пост специального научного советника при министре иностранных дел Македонии Слободане Чашуле.
Юридическая аргументация Янева не изменила позиции Греции и встретила контраргументы греческих учёных. В частности, Никос Зайкос (Νίκος Ζάικος) из Университета Македонии в своей работе «Ономастика государств в международном праве: случай бывшей югославской республики Македония» отвергает абсолютную исключительность ситуации. Он напоминает о долговременном конфликте наименований между Великобританией и Ирландией. Из-за проблемы Северной Ирландии Ирландия отказывалась где-либо именовать соседнюю страну полностью как Соединённое Королевство Великобритании и Северной Ирландии. Великобритания же нигде не называла соседа просто Ирландия во избежание намёков на признание территориального единства.
Отдельно на стр. 358 автор анализирует тезис Янева об отсутствии каких-либо возможных территориальных претензий в настоящем или будущем со стороны Македонии к Греции и несвязанность такой проблемы с названием государства. В свете приводимых высказываний иных македонских политиков автор подвергает такой тезис сомнению. В заключение же автор напоминает, что каковы бы ни были позднейшие юридические интерпретации тех или иных законов, в 1993 Македония (БЮРМ) была принята в ООН с обязательством найти взаимоприемлемый компромисс по наименованию с Грецией. И это обязательство с неё никто не снимал.

### Саммит НАТО 2008 года и дальнейшее развитие вопроса
В преддверии саммита НАТО 2008 года в Бухаресте, на котором должен был быть рассмотрен вопрос вступления Македонии в организацию, Янев ещё раз популярно излагает сумму юридических аргументов в статье «Македония имеет право требовать своего присоединения перед Генеральной Ассамблеей ООН». Однако на состоявшемся 2—4 апреля саммите Греция продемонстрировала неизменную твёрдость своей позиции, воспользовавшись правом вето и заблокировав заявку Македонии. В Македонии такой результат некоторые учёные эмоционально назвали «победой греческого национализма» и ещё раз напомнили бесспорные для одной из сторон аргументы Янева.
Бухарестский саммит НАТО на несколько лет зафиксировал тот тупик, в который зашёл вопрос. Македония не была согласна ни на какой альтернативный вариант кроме своего конституционного названия, Греция же зафиксировала свою решимость блокировать в таком случае вступление соседа в НАТО и в ЕС. При этом на межгосударственном уровне Македония уже достигла двухсторонних договорённостей со многими странами (в том числе с США и с Россией) об использовании в документах названия Македония или Республика Македония. Некоторые изменения произошли в декабре 2011, когда Международный суд ООН признал незаконным ветирование Грецией вступление Македонии в НАТО под своим временным названием. Никак не решая саму проблему наименования, это теоретически отделило от неё вопрос членства в международных организациях. Если Македония вновь пожелает вступить в НАТО именно как Бывшая югославская республика Македония (БЮРМ), Греция не будет иметь права вето на вступление.
Летом 2012, в преддверии 67-й сессии Генеральной Ассамблеи ООН Янев подготовил собственный проект послания генсеку ООН Пан Ги Муну от имени президента Македонии Георгия Иванова. В духе своего «релятивистского подхода к международной политической теории», Янев сделал акцент на признании незаконным временного названия БЮРМ (FYROM), а не на законности именоваться Македония. В случае признания одного названия незаконным и при отсутствии каких-либо принятых альтернатив всё равно в теории остаётся единственный вариант. Проект этого письма с комментариями Янева был им отправлен в администрацию президента и опубликован в прессе, что в тот же день вызвало раздражённую реакцию со стороны президента. Иванов отметил, что идеи Янева «всегда приветствуются и серьёзно рассматриваются». Однако все документы от лица президента пишутся им и им же подписываются, иные же к нему никакого отношения не имеют. Иные механизмы ведут к «деградации функций президентства».
Бывший медиатор переговоров между двумя странами Робин О’Нейл в 2013 высказал мнение, что пора наконец разрешить и закрыть растянувшийся на 20 лет конфликт, и отметил важность предложений Янева. Впрочем, позднее в том же году организаторы очередного раунда переговоров не высказывали большого оптимизма, отмечая всё ещё «значительные расхождения» между обеими сторонами.

## Иная научная деятельность
Игорь Янев является автором свыше 150 научных публикаций на македонском, сербском и английском языках. Автор монографий по вопросам взаимодействия ООН с международными финансовыми организациями, о политической структуре ЕС, по международному праву.

## Статья в Википедии
При болезненности вопроса о названии как для Македонии, так и для Греции, а также в свете известности Янева в Македонии, многие внешние события также интерпретируются в соответствующем политическом контексте. Так, например, массовое удаление статей об Игоре Яневе из Википедии в конце августа 2013 по критериям недостаточной значимости и проверяемости в Македонии было воспринято как месть некоего международного лобби за его деятельность в конфликте вокруг названия страны. В такой интерпретации это событие получило освещение в некоторых национальных СМИ.